# Zandberg (Harelbeke)
Zandberg is een wijk ten zuidoosten van het stadscentrum van Harelbeke, op de grens met Kortrijk, bij de Ring van Kortrijk (R8). De wijk werd opgericht in de naoorlogse periode en groeide exponentieel in de jaren 1950 samen met de oprichting van een parochie- en bedevaartkerk ter ere van de Heilige Rita. Gezien ze gelegen is op een verhoging, zou haar naam nauw verwant kunnen zijn met de herkomst van de naam Harelbeke die afkomstig is van het Germaanse harula; zanderige heuvelrug of zandberg.

## Geschiedenis
In de 16de eeuw lag er op de grens van Kortrijk en Harelbeke een landgoed genaamd de Sandtberch, hetgeen door keizer Karel V in leen gegeven werd aan Jacques van Welsenaers alias Coenkin (ca. 1514-1569).
Mogelijk verwees de naam van het toenmalige landgoed Sandtberch, ook al naar het gegeven dat het landgoed zich bevond op een verhoging.
Formeel werd de wijk op 29 juni 1948 opgericht bij Koninklijk Besluit als het 'gehucht Zandberg. De snelgroeiende wijk zou zich door het succes van de naoorlogse economie gebouwd zijn voor de opkomende middenklasse.
De grenzen van de wijk en de latere parochie werden bij koninklijk besluit in 1948 als volgt afgebakend:
- de as van de spoorwegweg van Kortrijk naar Oudenaarde
- de as van de spoorweg van Kortrijk naar Gent

- de as van de Gaverbeek
- de as van de Groeningestraat
- de as van de Kortrijksesteenweg
- de as van de Leie
- de grensscheiding tussen de gemeenten Kortrijk en Harelbeke

Tot en met de 20e eeuw liet Harelbeke zijn stadsexpansie steevast gepaard gaan met een bijkomende parochie. Zo vormde de Sint-Ritakerk de kern van de nieuw te bouwen Zandberg.

## Bezienswaardigheden

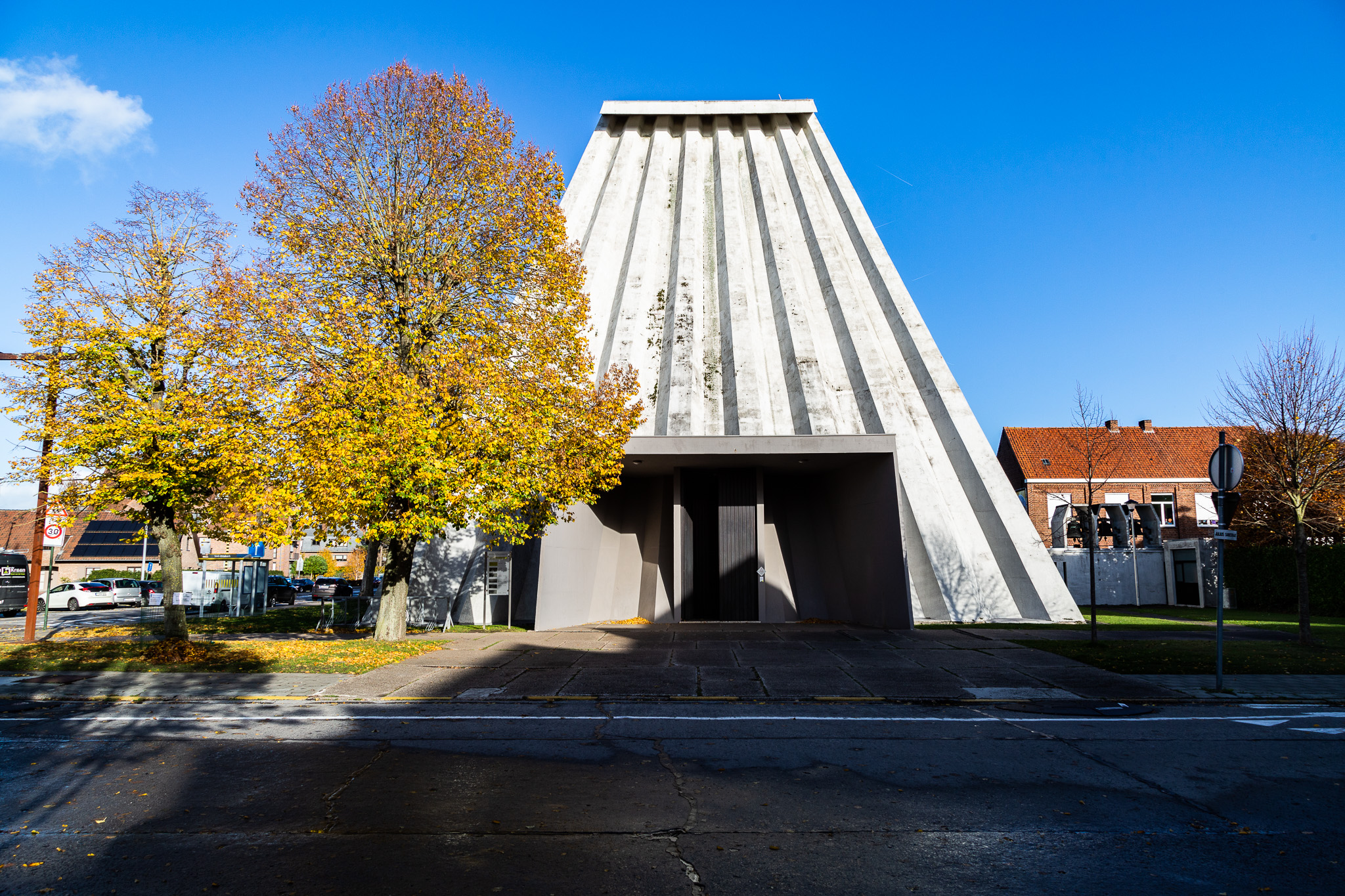
Sint-Ritakerk

- De Sint-Ritakerk was ontworpen om spraakmakend en vooruitstrevende architectuur aan te brengen. De structuur zou met met zijn imposante betonnen tentstructuur de veeleer alledaagse omgeving belichten. De kerk liep door zijn complexe structuur initieel vertraging bij de bouw, maar werd uiteindelijk geleverd in 1961.